# We're Going to Hell for This
Albums de Carpathian Forest
Morbid Fascination of Death
(2001) Defending the Throne of Evil
(2003)
We're Going to Hell for This est une compilation du groupe de Black metal Norvégien Carpathian Forest. L'album est sorti en 2002 sous le label Avantgarde Music.
La compilation est composée de titres de leur précédentes productions, de reprises, d'un titre refait et de titres joués en live.

## Liste des morceaux
1. The Angel and the Sodomizer – 4:25
2. I Am Possessed – 4:22
3. Bloody Fucking Nekro Hell – 1:05
4. Bloodlust and Perversion – 3:47 (nouvelle version)
5. The Possibilities of Life's Destruction – 1:21 (reprise de Discharge)
6. In the Shadow of the Horns – 7:16 (reprise de Darkthrone)
7. In League With Satan – 5:23 (reprise de Venom)
8. The Good Old Enema Treatment – 3:17 (Part II)
9. Morbid Fascination of Death – 2:44 (Live)
10. Sadomasochistic – 4:03 (Live)
11. Mask of the Slave – 4:21 (Live)
12. Knokkelmann – 3:42 (Live)
13. Bloodcleansing – 2:43 (Live)
14. Return of the Freezing Winds – 3:04 (Live)
15. Doomed to Walk the Earth as Slaves of the Living Dead – 3:10 (Live)
16. He's Turning Blue – 2:46 (Live)
17. Carpathian Forest – 2:51 (Live)
18. Death Triumphant – 10:37